# Geerdinkhof
Het Geerdinkhof is een subwijk in de Bijlmermeer in Amsterdam-Zuidoost. De wijk werd op 20 januari 1971 bij een raadsbesluit vernoemd naar een terrein in Vasse gemeente Tubbergen in Overijssel.
Deze laagbouwwijk, stedenbouwkundig geheel afwijkend van de rest van de wijk, ligt aan de oostrand van de Bijlmermeer en kwam in de loop van de jaren zeventig net als het Kantershof streng gescheiden van de hoogbouw tot stand en wordt ook wel de "Goudkust van de Bijlmer" genoemd. De wijk is gelegen in het noordoosten van de Bijlmermeer ten oosten van waar de Bijlmerdreef afbuigt naar rechts bij Gouden Leeuw en Groenhoven en over gaat in de 's-Gravendijkdreef. In het noorden en oosten grenst de wijk aan de Bijlmerweide en de Provincialeweg en in het zuiden gescheiden door een parkje aan het Kantershof.
De wijk bestaat vrijwel geheel uit duurdere koopwoningen en zijn allemaal eengezinswoningen in twee of soms drie lagen, die toegankelijk zijn via de tuin. Het parkeren is geconcentreerd rond parkeerpleintjes, maar er zijn ook garageboxen. De woonstraten zijn smal en kronkelig aangelegd als woonerf en er is veel groen in de wijk aanwezig met waterpartijen en voetpaden. Alle  woningen in deze wijk hebben de straatnaam Geerdinkhof en de huisnummering loopt tot 695. Binnen de wijk is dit met bordjes aangegeven om onnodig dwalen te voorkomen.
Dwars door de wijk loopt van west naar oost de Geerdinkhofweg. Tot de openstelling van de zuidelijker gelegen Loosdrechtdreef in 1982 was dit een weg voor de doorgaande verkeer van de Bijlmermeer naar de Provincialeweg langs de Gaasp. Tegenwoordig is de weg niet meer voor doorgaand verkeer bestemd en het gedeelte voorbij het Geerdinkpad naar de Gaasp is een fietspad richting Veeneikbrug over de Gaasp naar het Diemerbos. Van noord naar zuid loop het Geerdinkhofpad door de wijk.
Op de 's-Gravendijkdreef, die sinds 1997 is verlaagd, heeft bus 41 een halte en verbindt de wijk met het metrostation Ganzenhoef, het winkelcentrum Ganzenpoort en metrostation Kraaiennest met een nabijgelegen winkelcentrum.
Waar de rest van de Bijlmermeer de laatste 20 jaar, vanaf eind jaren 1990, begin jaren 2000, voor een groot deel is vernieuwd is deze wijk nog steeds in zijn oorspronkelijke vorm.